# Bandeira da Grande Colômbia
A bandeira da Grande Colômbia baseava-se na tricolor de Francisco de Miranda, que serviu como bandeira nacional da Primeira República da Venezuela.

## Primeira bandeira

Primeira bandeira da Grande Colômbia, 1819-1820. Razão das faixas 3:2:1

A primeira bandeira foi adoptada nos finais de 1819. Originalmente usada sem as armas, o primeiro modelo da bandeira de estado baseou-se na bandeira da Venezuela de 1811. Algumas variantes possuem o brasão de armas ao centro da bandeira. Esta bandeira foi usada oficialmente até 10 de Janeiro de 1890

## Segunda bandeira

Segunda bandeira da Grande Colômbia 1820-1821. Razão das faixas 3:2:1

A 10 de Janeiro de 1820, o departamento da Cundinamarca, um dos dos três departamentos oficiais da república, adoptou armas próprias, alegando que as armas da república eram apenas usadas na Venezuela. A 12 de Julho de 1821, o congresso nacional decretou que as armas da Cudinamarca tinham de ser usadas na bandeira comum como parte do brasão nacional, até que novas armas fossem decretadas. Então, a bandeira departamental da Cundinamarca foi convertida em bandeira nacional da Grande Colômbia, e foi oficialmente utilizada no departamento da Venezuela. Algumas variantes apresentam o brasão de armas ao centro do pano. Seria a bandeira nacional até finais de 1821. 

## Terceira bandeira

Terceira bandeira da Grande Colômbia 1821-1822. Razão das faixas 1:1:1

Uma terceira bandeira foi adoptada em finais de 1821, com um brasão de armas distinto. Algumas variantes continham o escrito "Republica de Colombia" à volta do brasão, e outras, o brasão completamente envolto. 

## Quarta bandeira

Quarta bandeira da Grande Colômbia 1822-1830. Razão das faixas 1:1:1

A 11 de Julho de 1822, Guayaquil foi incorporado, e a Grande Colômbia atingiu a sua máxima extensão. Novas armas foram adoptadas, e o brasão, tirado da bandeira e substituído por estrelas. Tinha três estrelas, mas foram aumentadas para seis, depois nove, e finalmente, doze. No entanto, algumas variantes não tinham estrelas. A cor da faixa azul foi também mudada para o azul escuro que se pode verificar nas bandeiras dos seus sucessores. Esta bandeira serviu como bandeira nacional até à dissolução do país em 1830.

## Países posteriores

Colômbia
Equador
Venezuela

A actual bandeira Venezuelana assemelha-se bastante à bandeira da Grande Colômbia com estrelas, enquanto a bandeira Colombiana é semelhante à variante final sem estrelas. A bandeira do Equador é similar às primeiras bandeiras, apenas com um tom de azul mais claro e com um brasão centrado.